# Flórida francesa

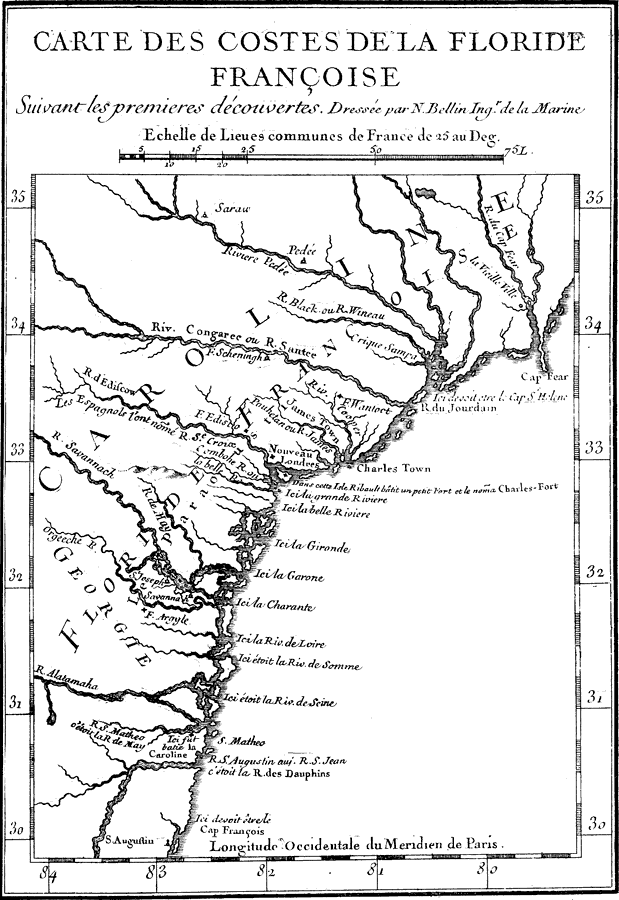
Flórida Francesa em 1562, por N. Bellin, século 18

A Flórida francesa (francês moderno: Floride française) foi um território colonial estabelecido por colonos franceses huguenote no que é agora a Flórida entre 1562 e 1565.

## História
O empreendimento colonial foi iniciado seguindo os planos do líder dos franceses huguenote, o almirante da França Gaspard de Coligny, para estabelecer colônias no Novo Mundo onde seus correligionários protestantes perseguidos pudessem estabelecer-se com segurança. A primeira dessas tentativas foi um estabelecimento no Brasil, chamado França Antártica.
Um primeiro desembarque na Flórida foi feito por Jean Ribault, e um segundo por René Goulaine de Laudonnière em 1562, antes de se mudar para o norte, onde fundou Charlesfort, em Parris Island, na Carolina do Sul. Charlesfort foi abandonado por todos os colonos, salvo um, no ano seguinte devido a dificuldades e conflitos internos, eles navegaram de volta para a França.
Em 1564, René Goulaine de Laudonnière novamente viajou da França, desta vez para estabelecer o Fort Caroline, no que é agora Jacksonville.
O estabelecimento francês foi aniquilado pelos espanhóis em 1565, e todos os huguenotes foram mortos, na captura do Fort Caroline, e o subsequente massacre de Matanzas Inlet.
Em 1568, Dominique de Gourgue explorou mais a área e, com a ajuda de seus aliados, os índios Saturiwa, massacraram a guarnição espanhola em retaliação, mas ele não capitalizou essa ação.